# Капранов, Вадим Павлович
Вадим Павлович Капранов (26 февраля 1940 — 4 июня 2021) — советский баскетболист, тренер. Мастер спорта международного класса (1968), заслуженный тренер СССР (1980).

## Достижения
- Бронзовый призёр ОИ-68.
- Обладатель КЕЧ 1969, 1971.
- Чемпион СССР 1965-66, 1969-73; бронзовый призёр чемпионатов СССР 1967, 1968.
- Победитель V (1971) и бронзовый призёр IV (1967) Спартакиад народов СССР.
- Обладатель Кубка СССР 1972.

## Карьера тренера
- 1975—1980, 1982—1988 — ст. тренер женской команды ЦСКА (в 1976 вывел команду в высшую лигу; обладатель Кубка СССР 1978, чемпион СССР 1985, обладатель Кубка Ронкетти 1985).
- 1981 — тренер мужской команды ЦСКА.
- 1988 — тренером мужской команды ЦСКА (Дамаск), выигравшей Кубок Сирии и занявшей 2-е место в чемпионате Сирии (1988).
- 1992—1993 — «Шаль-лез-О Баскет» (Франция): чемпион Франции, финалист Кубка Европейский чемпионов, заняв 3-е место (1992/1993), обладатель Кубка Федерации Франции.
- 1993—1999 — «Бурж» (Франция) — двукратный чемпион Евролиги (1997, 1998); 5-кратный чемпион Франции, обладатель Кубок Ронкетти (1995).
- 1999—2001 — консультант в клубах «Густино Пауэрбаскет» (Велс, Австрия), «Вилла Пини» (Кьети, Италия).

С 1983 года — второй тренер женской сборной СССР (главный тренер — Л. В. Алексеева), которая выиграла чемпионат мира в Бразилии (1983) и турнир «Дружба» (1984). С 1985 года — старший тренер женской сборной СССР, ставшей победителем чемпионата Европы в Италии (1985) и Универсиады в Японии (1985), серебряным призёром Игр доброй воли (1986).
Помощник главного тренера сборных СССР-91, СНГ-92, России-98 (2-е место на ЧМ), России-99 (3-е место на ЧЕ), главный тренер сборной России-96.
Старший тренер сборной России (2001—2004) — чемпиона Европы 2003, серебряного призёра ЧЕ-2001 и ЧМ-2002, бронзового призёра Олимпийских игр (2004) в Афинах.
Умер 4 июня 2021 года. Причиной смерти стал коронавирус.